# Otto Schaechterle
Otto Schaechterle (* 13. Dezember 1883 in Cannstatt; † 9. Januar 1961) war ein deutscher Kaufmann.
Schaechterle war Fabrikdirektor und gehörte dreißig Jahre lang dem Vorstand der Deutschen Linoleum-Werke in Bietigheim an. 
Während des Zweiten Weltkriegs waren rund 500 Zwangsarbeiter im Werk in Bietigheim beschäftigt. Die Zwangsarbeiter kamen mit Sammeltransporten im Durchgangslager Bietigheim an und wurden in einem unternehmenseigenen Barackenlager auf dem unmittelbar an die Fabrik grenzenden Sportplatz untergebracht.
Von 1952 bis 1956 war Otto Schaechterle Vorstandsvorsitzender, danach saß er im Aufsichtsrat. Er war insbesondere am Wiederaufbau des Unternehmens, zu dessen Vorstand ab 1938 auch Walter H. Schaechterle (* 1913 in Stuttgart) gehörte, nach dem Zweiten Weltkrieg beteiligt. Er starb nach kurzer Krankheit im Alter von 77 Jahren.

## Ehrungen
- 1953: Großes Verdienstkreuz der Bundesrepublik Deutschland
- 1953: Ehrenbürger von Bietigheim[4]